# Corrientes (Stadt)
Corrientes oder Taragui (in der Sprache Guaraní) ist eine Stadt im Nordosten Argentiniens. Sie ist Hauptstadt der gleichnamigen Provinz Corrientes und liegt im Nordwesten der Provinz am Ufer des Flusses Paraná. Mit 321.902 Einwohnern (2001, INDEC) ist sie die zweitgrößte Stadt der Región Noreste Argentino. In ihr lebt ein Drittel der Provinzbevölkerung.
Über die Puente General Manuel Belgrano ist Corrientes mit dem Ort Barranqueras in der Provinz Chaco verbunden, der zur Agglomeration Resistencia gehört. Zwischen beiden Stadtregionen bestehen enge Verbindungen in wirtschaftlicher Hinsicht, so dass man von einem erweiterten Ballungsraum mit etwa 700.000 Einwohnern, dem bei weitem wichtigsten Nordostargentiniens, sprechen kann.
Der Name Corrientes (spanisch für Stromschnellen) kommt daher, dass das Ufer des Paraná an dieser Stelle an sieben Halbinseln Stromschnellen bildet. Obwohl der Paraná an dieser Stelle schiffbar ist, ist Corrientes heute als Hafenstadt unbedeutend. Es gibt keine nennenswerten Ausfuhren aus dem Hafen von Corrientes, nur geringe Einfuhren von Fisch und Sand.

## Geographie
Corrientes liegt in der subtropischen Zone, was sich an der Flora und Fauna der Region zeigt. Die Gegend gehört geographisch zum Randgebiet des Gran Chaco.
Rund 250 km flussaufwärts liegt das von Argentinien und Paraguay betriebene Yacyretá, das viertgrößte Wasserkraftwerk der Welt, mit rund 4000 Megawatt Leistung, das seit 1998 in Betrieb ist.

## Klima

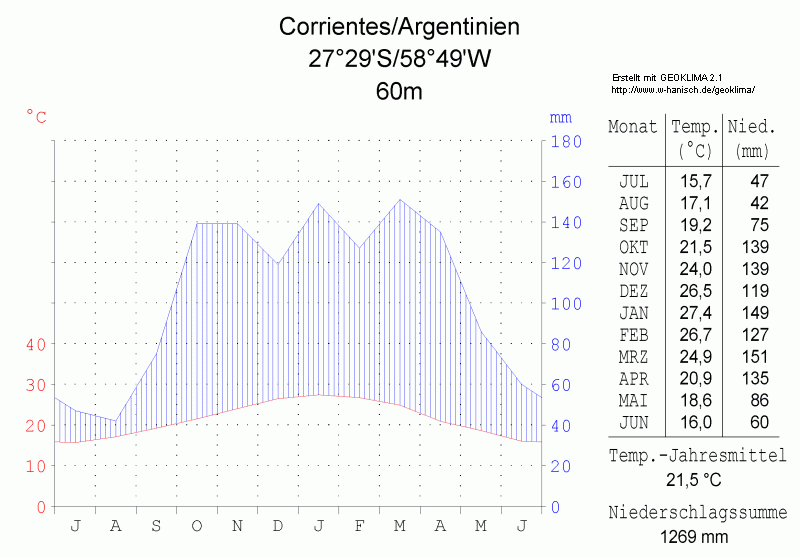
Klimadiagramm von Corrientes

Das Klima ist subtropisch mit heißen Sommern und sehr milden Wintern. Die jährliche Durchschnittstemperatur liegt bei 20 °C und die Niederschlagsrate bei 1200 Millimetern.

## Geschichte
Im Januar 1516 erreichte die erste Expedition unter Leitung von Juan Díaz de Solís die Gegend um Corrientes. Allerdings machten Indianer-Angriffe einen längeren Aufenthalt unmöglich. 1527 errichtete Sebastián Caboto das Fort Sancti Spiritus am Río Paraná. 1536 erforschte eine weitere Expedition unter Pedro de Mendoza weiter das Flussinnere.
Corrientes wurde von Juan Torres de Vera y Aragón am 3. April 1588 als Zwischenstation zwischen Buenos Aires und Asunción gegründet. Der Standort wurde gewählt, da dort der Río Paraná von Ost-West-Richtung nach Nord-Süd-Richtung umknickt, wodurch ein natürlicher Hafen entstanden war. Die Anfangszeit war von kontinuierlichen Konflikten mit den Guaraní-Indianern geprägt. In dieser Anfangszeit entstand die Legende vom Cruz de los Milagros (Wunderkreuz), das noch heute in Corrientes verehrt wird. Vermutlich liegt der Ursprung der Legende darin, dass ein Kreuz, das die Spanier auf den Wiesen um die gerade gegründete Stadt aufgestellt hatten, einen Blitzstrahl anzog, der jedoch das Kreuz nicht zerstören konnte. Dies wurde als Zeichen für die Überlegenheit der christlichen Götter der Spanier angesehen. Die Siedler verehrten von nun an dieses Kreuz, was der Stadt einen ersten Aufschwung bescherte. 
In der Anfangszeit wurde hauptsächlich Guaraní in der Region gesprochen, und selbst bei den spanischen Familien bürgerte es sich als Umgangssprache ein. Die ausgesprochen feindliche Haltung der Spanier gegenüber den Guaranies führte trotz dieser Besonderheiten zu besagten Konflikten, bis im Jahr 1609 sich die Jesuiten mit der Erlaubnis des spanischen Königs ansiedelten und Reduktionen in der Gegend gründeten, was das Verhältnis zwischen beiden Völkern entspannte. 
Im Jahr 1630 wurden erstmals Sklaven aus Afrika eingeführt. 1763 kam es zu einer ersten Rebellion der Einheimischen gegen die spanische Zentralregierung, als sich ein Teil der Bevölkerung der Comunero-Bewegung aus dem Gebiet des heutigen Paraguay anschloss. Im Jahr 1807, als die Engländer Buenos Aires einzunehmen versuchten, schickte die Stadt Corrientes ein Korps von Jägern zur Verteidigung der Hauptstadt.
Zwischen 1818 und 1820, während der letzten Auseinandersetzungen um die Unabhängigkeit Argentiniens, kam Corrientes unter die Herrschaft von Andrés Guaykurarí, dem Anführer der Guaraní aus den Jesuitenreduktionen. Nach einem Aufstand angeführt von Lucio Mansilla kam die Stadt wieder ins argentinische Territorium. 1821 wurde die neue Provinz Corrientes mit einer eigenen Verfassung bedacht.
Corrientes nahm eine Schlüsselstellung im argentinischen Bürgerkrieg zwischen Unitariern und Föderalisten in der ersten Hälfte des 19. Jahrhunderts ein. Am 28. Dezember 1839 erklärte der Gouverneur Genaro Berón de Astrada der Regierung von Buenos Aires unter Juan Manuel de Rosas den Krieg. Schon drei Tage später wird der Aufstand niedergeschlagen und Astrada hingerichtet. Dennoch gingen die Auseinandersetzungen weiter, mit Siegen und Niederlagen auf beiden Seiten. Erst 1852 konnten sich die Streitkräfte von Corrientes unter Gouverneur Miguel Virasoro, im Bund mit General Justo José de Urquiza in der entscheidenden Schlacht von Monte Caseros gegen die Rosistas durchsetzen. 
Im Jahr 1855 wurde das politische System (municipio) festgelegt, im gleichen Jahr wurde eine neue Provinzverfassung erlassen. 1865 wurde die Stadt von Paraguay eingenommen, die Besetzer konnten erst 1870 mit Hilfe von Truppen aus Buenos Aires wieder vertrieben werden.
Gervasio Ruiz kam 1889 an die Regierung, die Gewalt ging zunächst weiter, bis ab der Nachfolgerregierung von Valentín Virasoro eine friedliche, für die Zeit demokratische Periode eintrat, in der sich die beiden hauptsächlichen Parteien, das Partido Liberal und das Partido Autonomista Nacional in der Macht abwechselten. In der Zeit um die Jahrhundertwende wurden von Einwanderern aus Europa zahlreiche neue Städte in der Provinz gegründet. 

## Tourismus
Im Stadtzentrum befinden sich trotz einer umfassenden Modernisierung im 20. Jahrhundert nach wie vor einige Gebäude aus der Kolonialzeit. Bekannt ist vor allem die Iglesia de la Cruz de los Milagros, in der das angeblich unzerstörbare Holzkreuz aufbewahrt wird. Weitere bekannte touristische Ziele sind die in den 1850er und 1860er Jahren erbaute Kathedrale, das Theater Juan de Vera, das historische Museum der Provinz und das Kunstmuseum Museo de Bellas Artes.

## Kultur
Corrientes ist für seinen Karneval bekannt, der zu den bedeutendsten Argentiniens gehört. Durch die für die Region typische Chamamé-Musik erhält er seinen eigenen Charakter. Der Chamamé ist eine Art der Polka, die sich im 19. Jahrhundert mit Einflüssen der ursprünglichen Musik der Region vermischt hat.

## Städtepartnerschaft
- Curitiba, Brasilien, Absichtserklärung zur Etablierung einer Städtepartnerschaft vom 1. Februar 2006

## Söhne und Töchter der Stadt
- Rogelio Ricardo Livieres Plano (1945–2015), Geistlicher und Bischof von Ciudad del Este
- Lúcio Yanel (* 1946), Gitarrist, Komponist, Schauspieler
- Teresa Parodi (* 1947), Cantaurora und Komponistin
- Ramón Héctor Ponce (1948–2019), Fußballspieler
- Carlos Espínola (* 1971), argentinischer Windsurfer und Segler
- Guillermo Franco (* 1976), mexikanischer Fußballspieler
- Leonardo Mayer (* 1987), Tennisspieler
- Carlos Salom (* 1987), Fußballspieler
- Jonathan Benítez (* 1991), Fußballspieler
- May Simón Lifschitz (* 1995), dänisches Model und Schauspielerin
- Lautaro Midón (* 2004), Tennisspieler